# Khed (Satara)
Khed es una ciudad censal situada en el distrito de Satara en el estado de Maharashtra (India). Su población es de 14266 habitantes (2011). Se encuentra a 19 km de Satara y a 105 km de Pune.

## Demografía
Según el censo de 2011 la población de Khed era de 14266 habitantes, de los cuales 7395 eran hombres y 6871 eran mujeres. Khed tiene una tasa media de alfabetización del 85,57%, superior a la media estatal del 82,34%: la alfabetización masculina es del 88,75%, y la alfabetización femenina del 82,15%.